# Вестмалле (сыр)
Вестмалле (нидерл. Westmalle Abdij kaas) — бельгийский полутвердый сыр из коровьего молока.
Сыр производят монахи траппистского аббатства Вестмалле в селе Вестмалле, община Мале, округ Антверпен, провинция Антверпен, северная Бельгия. Аббатство является частью Ордена цистерцианцев строгого соблюдения.
Вестмалле — траппистский сыр, изготовленный из непастеризованного сырого коровьего молока от собственной аббатской молочной фермы. Полутвёрдый, слабосолёный, с однородной структурой.
Производство осуществляется наиболее естественным возможным способом, без пастеризации, без консервантов, красителей и добавок. Сыр прессуют в прямоугольные формы и погружают в рассол. Сыр созревает в течение 4-х недель при температуре от 13 до 15°С. Производится в ограниченном количестве и продаётся только у входа в монастырь и в Trappisten Café у аббатства.
Сыр продается под торговой маркой Westmalle и носит логотип "Аутентичный траппистский продукт" Международной траппистской ассоциации (ITA), который гарантирует, что продукт произведён в траппистском аббатстве или под контролем монахов.